# Уздужна гастректомија
Уздужна гастректомија, гастректомија рукава или вертикална гастректомија рукава баријатријска хируршка процедура за смањење телесне тежине. Обично се изводи као лапароскопска операција, са малим резовима у горњем делу желуца. Већи део левог дела желуца дуж његове веће кривине  се уклања, а преостали део  који је смањен има величину  од око 15% првобитне величине желуца, и личи на уску цев. Како је ова новонастала структура попут рукава или цеви и метода носи назив гастректомија рукава. Танко црево се не оперише нити мења. 
Након операције храна се празни из дна желуца у танко црево на исти начин као и пре операције. Али због мање запремине желуца м мала количина хране врло брзо чини оперисану особу ситом након уноса хране. 
Иако поступак трајно смањује величину желуца, ипак касније у животу може доћи до ширења желуца.

## Клинички значај
Гојазност се сада сматра пуноправном болешћу и достигла је размере епидемије, које изгледа да расту. Еволуција баријатријске хирургије и технолошке иновације које су револуционисале ову област нуде потенцијални лек за ове пацијенте. Уздужна гастректомија једна је од операција која је доказала да даје доследне резултате за праве пацијенте.
Није сваки гојазни пацијент добар кандидат за ову операцију, а низ фактора треба узети у обзир пре него што се гојазна особа одлучи за операцију губитка телесне тежине.
Иако постоји ризик од компликација, огромна већина ових пацијената се веома добро осећа и често побеђује болест и њене пратеће знаке и симптоме.  То је потврдила и мета-анализа 174.772 случаја објављена у Ланцет-у 2021. године, која је открила да је баријатријска хирургија повезана са 59% и 30% смањењем смртности од свих узрока међу гојазним одраслим особама са или без шећерне болести типа 2, што је респективно. Ова мета-анализа је такође открила да је средњи очекивани животни век оперисаних био за 9,3 године дужи за гојазне одрасле особе са шећерном болести који су обавили баријатријску операцију у поређењу са рутинском (нехируршком) негом, док је очекивани животни век био дужи за 5,1 годину за гојазне одрасле особе без шећерне болести.
Међутим пре интервенција сви кандидати за ову операцију требало би да буду едуковани о овој теми и да их лекари обавесте да и компликација као опција постоји.

## Индикације
Уздужна гастректомија се ради код људи који су озбиљно гојазни, како би се смањењем величине желуца, након операције код оперисане особе створио брзи осећај ситости и тиме стимулисао губитак телесне тежине. Ова метода се примењује онда када друге методе нису помогле, и то у циљу:
- Побољшања физичких функција
- Смањења високог крвниог притиска
- Смањења нивоа глукозе у крви
- Смањења нивоа холестерола
- Смањења ризик од срчаних обољења
- Смањења апнеје у сну

## Процедура
Уздужна гастректомија првобитно је извођена као модификација других баријатријских процедуре, дуоденалног прекидача, а затим касније као први део двостепене операције желудачног бајпаса на екстремно гојазним пацијентима за које се ризик од извођења операције желудачног бајпаса сматран превеликим.
Почетни губитак телесне тежине код ових пацијената је био толико успешан да је метода почела да се истражује, апотом и примењује као самостална процедура.
Уздужна гастректомија је данас постала једна од најчешће извођених  баријатријска хируршких интервенција широм света. У многим случајевима, уздужна гастректомија је подједнако ефикасна као и операција желудачног бајпаса, укључујући побољшање хомеостазе глукозе пре значајног губитка телесне тежине. Као посебна корист од операције није само  губитка телесне тежине повезан са смањењем запремине желуца, већ и са променама у цревним пептидима и експресијом гена укључених у апсорпцију глукозе.
Уздужна гастректомија се ради у болници под општом анестезијом, применом лапароскопске методе. Након што хирург направити око пет малих резова на трбуху, он кроз ове отворе приступа лапароскопској операцији користећи танак, дугачак телескоп са сићушном камером на крају. Инструменти који се гурају кроз направљене резове на кожи користе се за уклањање око 80% желуца, уз помоћ слике на ТВ екрану у операционој сали.
Сама операција подразумева уздужну ресекцију желуца почевши од антрума на месту који је удаљен 5–6 cm од пилоруса па све до фундуса желуца у близини кардије (види слику). Фундус је до желуца који садржи највећи део секреторних органа који луче хормон који се зове грелин. Пошто грелин може бити делимично одговоран за то што осећате глад, вађење овог дела желуца  помаже пацијенту да касније изгуби  телесну тежину тако што ће изазвати смањење осећаја глади.
Преостали гастрични рукав након перације калибрише се помоћу бужира. Већина хирурга радије користи бужир величине између 36 и 40 Fr током процедуре, тако да је идеална приближна преостала величина желуца након процедуре је око 150 mL.

## Компликације
Као и након било које операције и након уздужне гастректомије могу се јавити следеће компликације:
- крварење у желуцу,
- инфекција у трбуху,
- крвни угрушци у ногам,
- нежељена дејства анестезије (проблеми са дисањем, алергија на анестетик, и друге реакције),
- проблема са апсорпцијом одређених хранљивих материја,
- сужење (стриктуру) у новостореном желудачном рукаву.
- горушицу или рефлукс желудачне киселине и садржаја из желуца у једњак. Ако се рефлукс, из желудачног рукава погоршава некада је потребна урадити желудачни бајпас, након кога се може зауставити рефлукс и горушица.

## Мере превенције
Пацијенти као и након било које  баријатријске операције могу имати проблема са уносомдовољно витамина и минерала. То је зато што са уносом мањих количина  хране они апсорбују мање хранљивих материја. Такве особе можда ће морати да свакодневно узимају витамине, калцијум, додатне хранљиви састојка или препарате гвожђа. 
Поред здраве исхране  пацијентима се саветује и редовно вежбате како би  после операције изгубили што више килограма. 
Вежбању треба приступити плански уз постепено повећање нивоа активности за време периода опоравка од операције.
Када се пацијент потпуно опорави од операције требало би да има за циљ да обављате редовне активности које су довољно интензивне да му срце куца брже али без губитка даха, као што су:
- брзо ходање
- бициклизам
- баштованство или кућни послови
- пливање